# Мужун Дэ
Мужу́н Дэ (кит. 慕容德, пиньинь Mùróng Dé), впоследствии сменивший имя на Мужу́н Бэйдэ́ (кит. трад. 慕容備德, упр. 慕容备德, пиньинь Mùróng Bèidé), второе имя Сюаньми́нь (кит. 玄明, пиньинь Xuánmín), храмовое имя Ши-цзун (кит. 世宗, пиньинь Shì zōng), посмертное имя Сяньу́ (кит. трад. 獻武, упр. 献武, пиньинь Xiànwǔ) — сяньбийский император государства Южная Янь. Правил в 398—405 годах.

## Биография
Родился в 336 году; его отец Мужун Хуан был вождем сяньбийского племени мужун, которое считается одним из предков монгол. Мужун Хуан в 337 году основал государство Ранняя Янь, и Мужун Дэ занимал различные должности в государстве. Когда в 352 году яньский правитель Мужун Цзюнь (старший брат Мужун Дэ) официально порвал с Цзинь, провозгласив себя императором, то дал Мужун Дэ титул «Лянского гуна» (梁公). Когда в 360 году Мужун Цзюнь умер, и на трон взошёл его сын Мужун Вэй, то новый император дал Мужун Дэ титул «Фаньянского князя» (范陽王). В 368—369 годах руководил столичным городом Ечэн. После завоевания государства Ранняя Янь государством Ранняя Цинь в 370 году, циньский император Фу Цзянь поставил его главой округа Чжанъе (на территории современной провинции Ганьсу).
В 384 году его старший брат Мужун Чуй, воспользовавшись ослаблением государства Ранняя Цинь после поражения от Восточной Цзинь, провозгласил себя императором, основав государство Поздняя Янь. Когда новость об этом восстании и о том, что Мужун Дэ присоединился к нему, достигла Чжанъе, все находившиеся там члены семьи и родственники Мужун Дэ были казнены циньцами. Мужун Дэ стал доверенным советником Мужун Чуя и одним из его полководцев. В 394 году именно по совету Мужун Дэ войсками Мужун Чуя было уничтожено государство Западная Янь.
В 396 году правитель Поздней Янь Мужун Бао, занявший престол после смерти Мужун Чуя, был разбит войсками государства Северная Вэй, которые начали захват территории; к весне 397 года под властью Мужун Бао остались лишь Чжуншань и Ечэн. Тем временем вэйского правителя Тоба Гуя дошли известия о восстании в его столице, и он предложил Мужун Бао мир, но это предложение было отвергнуто. Мужун Бао попытался атаковать отходящую вэйскую армию, но потерпел поражение, понеся большие потери.
Тем временем восстал Мужун Хуэй. Мужун Бао укрылся в старой сяньбийской столице Лунчэн, а Мужун Хуэй осадил её, однако получил неожиданный удар от Гао Юня, и отступил к Чжуншаню. Пока Мужун Бао находился в Лунчэне, он потерял контакт с Чжуншанем и Ечэном, который оборонял Мужун Дэ. Мужун Сян (потомок Мужун Хуана) летом 397 года провозгласил себя в Чжуншане императором, но был убит схвачен и убит Мужун Линем (младшим братом Мужун Бао), который, в свою очередь, тоже провозгласил себя императором. Однако Чжуншань был после этого взят северовэйскими войсками, и Мужун Линь бежал в Ечэн где, отказавшись от императорского титула, побудил Мужун Дэ бежать на южный берег Хуанхэ.
В 398 году Мужун Дэ провозгласил себя в Хуатае «Яньским князем» (взяв себе тот же самый титул, что и Мужун Чуй, когда провозгласил независимость от Цинь), образовав тем самым независимое государство Южная Янь. Мужун Линь немедленно восстал против него, однако был схвачен и казнён. Мужун Бао, ещё не зная о поступке Мужун Дэ, после разгрома войсками Северной Вэй бежал на юг, рассчитывая на помощь от дяди. Мужун Дэ приготовился поймать его, однако, узнав в окрестностях Хуайтая, что Мужун Дэ больше не является его подданным, Мужун Бао успел повернуть обратно (власть в позднеяньской столице тем временем захватил Лань Хань, который казнил Мужун Бао у ворот города).
В 399 году генерал Фу Гуан (брат позднециньского императора Фу Дэна) услышал пророчество о том, что империя Цинь вскоре будет восстановлена, и восстал, взяв себе титул «Циньский князь». Мужун Дэ лично повёл на него войска и убил его, но пока он был занят этим, его племянник Мужун Хэ, оставленный защищать Хуайтай, был убит генералом Ли Бянем, который после этого предложил свои услуги Северной Вэй. Северовэйский командующий Сухэ Ба быстро вошёл в Хуайтай, и разгромил возвращавшиеся южнояньские армии, после чего Северной Вэй сдались и другие окрестные города. Мужун Дэ сначала хотел осадить Хуайтай, но генерал Хань Фань отсоветовал это делать, указав на сопутствующие трудности, и тогда, взяв все имеющиеся войска, он двинулся на восток против цзиньской провинции Цинчжоу и захватил её административный центр Гуангу, сделав его своей новой столицей.
В 399 году Мужун Дэ провел успешную кампанию против империи Цзинь. Он присоединил к своему государства полуостров Шаньдун. 
В 400 году Мужун Дэ провозгласил себя императором, и сменил имя с Мужун Дэ на Мужун Бэйдэ, чтобы облегчить подданным соблюдение правила табу на имена (нарушением было бы использование этих двух иероглифов вместе, а не какого-либо из них по отдельности).
После того, как в 402 году Хуань Сюань силой захватил регентство в империи Цзинь, а затем провозгласил образование государства Чу, ряд генералов из числа его оппонентов бежали в Южную Янь. В 403 году один из них — Гао Ячжи — предложил Мужун Дэ напасть на Чу, чтобы захватить если не все цзиньские земли, так хотя бы те из них, что лежали к северу от Янцзы. Мужун Дэ отверг это предложение, так как его мечтой были земли Северной Вэй, а вовсе не Цзинь. Разочарованные этим, бывшие цзиньские генералы устроили заговор, однако он был раскрыт, и те, кто сумел ускользнуть, бежали обратно в Цзинь, где Лю Юй сверг Хуань Сюаня и восстановил империю.
В 405 году Мужун Чао — единственный выживший сын Мужун На (брата Мужун Дэ) — смог бежать из позднециньской столицы Чанъаня в Южную Янь, где сумел доказать Мужун Дэ своё происхождение, предъявив золотой кинжал, доставшийся ему от матери. Так как у Мужун Дэ не было выживших сыновей, то он решил сделать Мужун Чао своим официальным наследником. Несколько месяцев спустя Мужун Дэ заболел и умер.